# Hisui Haza
Hisui Haza (羽座 妃粋, Haza Hisui, Nishinomiya, 16 maart 1996) is een Japans voetbalster die als verdediger speelt bij INAC Kobe Leonessa.

## Carrière

### Clubcarrière
Haza begon haar carrière in 2018 bij INAC Kobe Leonessa.

### Interlandcarrière
Haza maakte op 13 september 2014 haar debuut in het Japans vrouwenvoetbalelftal tijdens een wedstrijd tegen Ghana. Zij nam met het Japans elftal deel aan de Aziatische Spelen 2014 en Japan behaalde zilver op de Aziatische Spelen. Ze heeft vier interlands voor het Japanse elftal gespeeld.
Haza nam met het Japans nationale elftal O20 deel aan het WK onder 20 in 2016. Japan behaalde brons op het wereldkampioenschap.

## Statistieken
| Japans vrouwenvoetbalelftal | Japans vrouwenvoetbalelftal | Japans vrouwenvoetbalelftal |
| Jaar                        | Wed.                        | Dlp.                        |
| --------------------------- | --------------------------- | --------------------------- |
| 2014                        | 4                           | 0                           |
| Totaal                      | 4                           | 0                           |